# Anaklet II.
Petrus Pierleoni (* um 1090 in Rom; † 25. Januar 1138 ebenda) war von 1130 bis zu seinem Tode unter dem Namen Anaklet II. Gegenpapst zu Papst Innozenz II. Sein Name bedeutet der Erlesene (griechisch-lateinisch).

## Leben
Petrus Pierleoni stammte aus einer einflussreichen, zum Christentum übergetretenen jüdischen Familie. Er trat nach einem Studium in Paris als Mönch in die Abtei Cluny ein. Papst Paschalis II. berief ihn nach Rom und ernannte ihn um 1112 (1116 oder 1106) zum Kardinaldiakon von Santi Cosma e Damiano. 1120 wurde Pierleoni Kardinalpriester von Santa Maria in Trastevere und 1121 päpstlicher Legat in England und Frankreich.
Nach dem Tod von Papst Honorius II. im Jahr 1130 kam es am 14. Februar desselben Jahres zur Wahl von zwei Päpsten: zeitlich früher, aber nur von einer Minderheit berufen, wurde Innozenz II. gewählt, später am gleichen Tag wählte die Mehrheit der Kardinäle in einem tumultartigen Verfahren Petrus Pierleoni, der den Namen Anaklet II. annahm.
Anaklet II. konnte sich zunächst in Rom durchsetzen und zwang Innozenz II. zur Flucht. In der Folgezeit verbündete er sich mit dem König Roger II. von Sizilien, wodurch er sich die kaiserliche Partei dauerhaft zum Feind machte.
König Lothar III. intervenierte denn auch zu Gunsten Innozenz’ II. und führte diesen 1133 nach Rom zurück, eroberte aber nur einen Teil der Papststadt, der Petersdom wurde von Anaklet und den Pierleoni erfolgreich verteidigt. Dennoch empfing Lothar III. zum Dank für diese Hilfe von Innozenz II. die Kaiserkrone, allerdings in der Lateranbasilika. In dieser Zeit bauten die Frangipani als Anhänger Innozenz’ II. das Kolosseum zu einer Festung aus. Nach dem Abzug Lothars, der von Innozenz II. nicht zu einem Feldzug gegen Roger II. bewegt werden konnte, gelang es Anaklet II. wenig später, die Herrschaft über Rom zurückzugewinnen.
Das Schisma wurde auch durch den Tod Anaklets, der 1138 starb, nicht beendet: seine verbliebenen Anhänger wählten Gregorio Conti zum Papst, der den Namen Viktor IV. annahm, sich jedoch nach einer Intervention Bernhards von Clairvaux noch im Jahr 1138 Papst Innozenz II. unterwerfen musste.

## Rezeptionsgeschichte
Pierleoni bzw. Anaklet II. wurde aufgrund seiner jüdischen Abstammung bereits zu Lebzeiten und in den Folgejahrhunderten zum Gegenstand antijüdischer Anwürfe, die durch die schismatischen Umstände seiner Papstwahl befeuert wurden. So wurde die seit dem 14. Jahrhundert greifbare Legende des jüdischen Papstes in der aschkenanisch-hebräischen Variante des erstmals 1602 gedruckten Ma'assebuchs aufgegriffen, das anakletische Elemente mit der ahistorischen Figur eines Papstes namens Elchanan verknüpfte. Neuzeitliche Rezeptionen und literarische Verarbeitungen diverser Erzählstränge sind auf Ferdinand Gregorovius, Moritz Güdemann und Gertrud von le Fort zurückzuführen.